# Mary Surratt
Mary Elizabeth Jenkins Surratt (Waterloo, 1820 o 1823 – Washington, 7 luglio 1865) è stata una criminale statunitense.
Proprietaria di una pensione a Washington, venne accusata e condannata di complicità nell'assassinio del presidente statunitense Abraham Lincoln. Fu la prima donna condannata a morte per impiccagione dal governo americano. Mary Elizabeth Surratt era la madre di John Surratt Jr, il quale fu in seguito accusato, ma prosciolto, per il coinvolgimento dell'assassinio del presidente e dell'attentato al segretario di Stato William H. Seward.

## Biografia

### Infanzia
Mary Elizabeth Jenkins nacque nel 1820 o nel 1823 da Archibald Jenkins e Elizabeth Anne Webster, in una piantagione di tabacco nella cittadina di Waterloo, nel sud del Maryland. Il luogo in cui trascorse l'infanzia, assieme ai suoi due fratelli, John Zadoc e James Archibal, era conosciuto come Clinton, una località priva di amministrazione. Suo padre morì nell'autunno del 1825 e sua madre ereditò la proprietà. Benché suo padre fosse un protestante e sua madre un'anglicana, Mary fu iscritta nel 1835 al collegio scolastico femminile cattolico, nella città di Alexandria, nel vicino stato della Virginia. Si convertì alla religione cattolica e adottò il nome di battesimo di Maria Eugenia, frequentando il collegio per quattro anni, fino alla sua chiusura nel 1839.

### Matrimonio
Mary Elizabeth incontrò John Harrison Surratt nel 1839. Una volta convertito al cattolicesimo, nell'agosto 1840, si sposarono, e si trasferirono ad Oxon Hill nel Maryland, città nella quale ebbero tre figli: Isaac, Elizabeth Susanna e John Jr. Con il passare degli anni il rapporto della coppia si deteriorò: John era molto infelice a causa delle attività religiose della moglie, beveva molto, ritardava nel pagamento dei debiti, ed il suo comportamento divenne, con il tempo, volubile e aggressivo.
Nel 1853 la famiglia si spostò nella piccola località di Clinton, dove John aveva costruito una locanda ed una pensione, dopo aver pagato i debiti. Con i guadagni dell'attività e la vendita delle vecchie proprietà John Surratt acquistò una casa al 541 H Street di Washington, e, grazie ai guadagni conseguiti con gli affitti, espanse la sua attività acquistando un hotel. L'intera area di loro proprietà a Clinton venne chiamata Surrattsville. Fondò un ufficio postale, di cui John divenne il primo direttore, una fucina, situata esattamente all'incrocio tra Washington, Piscataway e Upper Marlboro. Con l'espandersi delle attività la coppia iscrisse i figli a collegi cattolici, ma John continuava ad ubriacarsi spesso e a contrarre nuovi debiti.

### Guerra civile
Con lo scoppio della guerra civile nell'aprile del 1861 lo stato del Maryland veniva considerato uno stato cuscinetto dell'Unione, in quanto non aveva abolito la schiavitù. La famiglia Surratt, in particolare, era simpatizzante confederata e così le loro proprietà, tra cui la pensione, vennero spesso usate come luogo sicuro per ospitare le spie confederate. Nel marzo 1861, il figlio Isaac lasciò la famiglia e si arruolò in Texas nelle forze armate confederate, mentre John Jr abbandonò gli studi nel luglio 1861 divenendo corriere per il servizio segreto confederato.
Le attività confederate intorno Surrattsville richiamarono l'attenzione del governo unionista, che stazionò con 300 soldati per investigare, rilevando molta attività di corrispondenza nemica, ma a parte qualche arresto e avvertimenti, la rete di corrieri confederati rimase intatta.
John Surratt morì d'ictus nell'agosto del 1862, così la famiglia si trovò in grave difficoltà economiche. Anna lasciò la scuola per aiutare la madre, mentre John Jr divenne direttore dell'ufficio postale, che fece anche domanda per lavorare presso il dipartimento della guerra, ma fu respinto, per sospetto tradimento verso l'Unione. Nel novembre 1863 fu persino licenziato dall'incarico di direttore dell'ufficio postale. Questo evento causò ulteriori problemi finanziari nella famiglia, alcuni schiavi fuggirono, e spesso John Jr incontrava simpatizzanti confederati, riducendo forza lavoro alla struttura. Questi eventi costrinsero Mary ad affittare per 500 dollari all'anno i suoi possedimenti di Surratsville a John M. Lloyd, poliziotto con simpatie confederate. In seguito Mary acquistò a Washington, al 604 H Street NW, una casa da usare come pensione.
Nel gennaio del 1865, John Jr trasferì tutte le proprietà in suo possesso a sua madre. Essendo sospettato di essere un traditore, John in questo modo si cautelava dal rischio di vedersi requisite tutte le proprietà dallo stato dell'Unione.

### L'assassinio di Lincoln
Verso la fine del 1864, nella pensione di Washington, John Wilkes Booth convinse e reclutò John Jr a partecipare ad una cospirazione con lo scopo iniziale di rapire il presidente Lincoln: diversi furono gli incontri, nella struttura, tra i cospiratori. Nel marzo 1865, come parte dell'operazione, vennero nascoste nella pensione di Surrattsvile, sia del materiale, che due carabine Spencer. Un mese dopo Mary affittò un carro, giungendo a Surratsville, con lo scopo di recuperare un debito, ma in accordo del tenente John Lloyd, Mary gli disse di trasportare fucili pronti per l'uso. In seguito, Booth visitò la pensione di Washington e le consegnò un pacchetto per Lloyd. Mary si recò nuovamente a Surratsville, consegnò il pacco e secondo quanto riportato da Lloyd, disse di avere i fucili carichi e pronti all'uso. Infine Lloyd riparò il carro prima che Mary partisse.
Il 15 aprile 1865 alle due di notte, la polizia visitò la pensione di Mary a Washington, alla ricerca di John Jr, presunto autore dell'attentato al segretario di stato William H. Seward. Sia la polizia di Washington che il corpo degli U.S. Marshals avevano schedato John come sospetto cooperante confederato e amico di Booth. Mary Surratt mentì, dicendo che il figlio era in Canada da due settimane, e non comunicò che aveva consegnato a Surrattville, ore prima e per conto di Booth, un pacco.
A seguito della dichiarazione di un vicino, in cui diceva di aver sentito parlare di Booth da parte di tre uomini situati nei pressi della pensione nella notte in cui Lincoln fu colpito, venne ordinato di arrestare chiunque fosse presente nella casa e di ispezionarla. Mary Surratt venne arrestata per cospirazione; vennero inoltre trovati degli stampi per creare proiettili, capsule a percussione, foto di leader confederati e la foto di John Wilkes Booth, dietro un'altra di famiglia.
Mary Surratt venne condotta all'Old Capitol Prison di Washington e in seguito al Washington Arsenal con la costante presenza di due guardie armate poste di fronte alla porta della sua cella, fino alla morte per impiccagione. Durante la detenzione non le furono messe le catene, ma si indebolì fisicamente a causa di perdite mestruali. Le venne concessa la visita della figlia e, come per Lewis Powell, ricevette attenzioni dalla stampa. Nel frattempo John Jr, una volta appreso della morte di Lincoln, si spostò in Canada.

#### Il processo
Il processo incominciò il 9 maggio 1865 nella struttura del Washington Arsenal e presieduto da un tribunale militare, in cui tutti gli otto cospiratori furono processati simultaneamente. A Mary, a causa delle sue condizioni fisiche precarie, vennero concesse delle particolari attenzioni: sedeva lontano dagli altri imputati, non portava catene e le fu concesso un velo per coprirsi dalla vista degli spettatori. Fu denunciata per aver favorito e aiutato i cospiratori e le fu assegnato Reverdy Johnson come suo consigliere legale, e Frederick Aiken e John Clampitt come avvocati difensori.
Mary venne condannata a morte per impiccagione per evidenti prove della sua complicità: divenne così la prima donna condannata a morte per impiccagione nella storia degli Stati Uniti. La figlia Anna cercò più volte di chiedere la clemenza per sua madre al presidente degli Stati Uniti Andrew Johnson, ma non le fu mai concesso di vederlo. Cinque dei sette giudici assegnati al caso scrissero al presidente chiedendo la commutazione della pena in ergastolo, dato il suo sesso e l'età. Johnson firmò l'ordine di esecuzione, ma non quello di clemenza. Johnson dichiarò in seguitò di non aver mai ricevuto la lettera, mentre il giudice avvocato generale Joseph Holt asseriva di averla consegnata due giorni prima dell'esecuzione, dichiarando che il presidente si era rifiutato di firmare.

#### L'esecuzione
Nella notte del 6 luglio 1865, fu comunicato a Mary che il giorno seguente sarebbe stata impiccata. Pianse profondamente e fu assistita sia da due preti che dalla figlia Anna. Padre Jacob Walter le restò accanto fino alla sua morte, ma durante la notte soffriva di problemi mestruali, così il dottore della prigione la medicò e le fece bere un bicchiere di vino. Comunicò più volte la sua innocenza e passò la notte sul materasso, piangendo e lamentandosi. Il 7 luglio alle 8.00 di mattina la figlia Anna tornò dal presidente un'ultima volta invano chiedendo la grazia e ritornò da sua madre verso le 11.00. Venticinque minuti dopo i soldati testarono la forca, innervosendo tutti i condannati. Il cappio di Mary contava 5 spirali al posto delle regolamentari sette, poiché il responsabile era stanco di fare nodi e pensava che il governo non avrebbe mai impiccato una donna. Poco prima di mezzogiorno, fu concesso a Mary di sedere su una sedia nei pressi dell'entrata del cortile; il caldo raggiunse i 92.3 °F (33.5 °C) e alle 12.30 i soldati ordinarono a tutti i visitatori di abbandonare la sede. Anna fu portata via a forza mentre urlava per l'ingiustizia subita da sua madre e tutta la prigione sentì la disperazione della giovane.
Nella mattinata, i due avvocati di Mary Surratt avevano chiesto un mandato di habeas corpus, sostenendo che il tribunale militare non aveva giurisdizione sulla loro cliente, ma l'ordine venne cancellato dal presidente Johnson alle 11.30. Alle ore 13.15, i quattro condannati a morte, tutti ammanettati, attraversarono il cortile e raggiunsero la forca. Mary guidava il gruppo portando l'abito e il velo nero. Più di 1.000 persone, tra soldati, ufficiali, testimoni, amici dei condannati osservavano la scena. Solo a chi aveva una buona ragione per assistervi fu concessa la visione dell'esecuzione, e vennero consegnati dei biglietti. Vennero stampati solo 200 biglietti. Alexander Gardner, già fotografo del corpo di Booth e dei cospiratori mentre erano in cella, riprese le immagini per conto del governo.
Letto l'ordine di esecuzione, Mary per debolezza o paura dovette essere sorretta dai soldati e dal prete e, quando i condannati furono fatti sedere, Mary quasi crollò sulla sua sedia, alla destra di tutti, in quella che durante un'impiccagione viene chiamata la sedia d'onore. Per legare le braccia, le caviglie e le cosce di Mary furono utilizzate strisce di vestiti bianchi. Dal patibolo Lewis Powell disse che Mary era innocente e non meritava di morire con gli altri. Passati solo 16 minuti dall'ingresso dei condannati nel cortile, fu posta una sacca bianca sul loro capo, mentre ufficiali del servizio segreto misero il cappio intorno ai colli dei condannati.
Mary si lamentò che le legature intorno alle braccia le facevano male e le fu risposto che il dolore non sarebbe durato a lungo. Fu ordinato ai prigionieri di alzarsi, le sedie furono rimosse e le ultime parole di Mary furono rivolte alla guardia che la portò nella posizione di caduta "Per favore non farmi cadere". Dieci secondi dopo il capitano Rath batté le mani e quattro soldati azionarono la caduta. Il corpo di Mary oscillò avanti e indietro, al corpo di Atzerodt tremarono le gambe e poi rimase immobile, mentre Herold e Powell, prima di morire, rimasero in vita per altri 5 minuti.

### Sepoltura
I corpi furono ispezionati da un medico per assicurarsi della loro morte e lasciati appesi per circa 30 minuti. Alle 13.53 del 7 luglio 1865 furono sganciati dal cappio: quello di Atzerodt cadde a terra; poi in sequenza, Herold, Powell e infine Mary Surratt alle 13.58. Come la corda non fu più sotto tensione, la testa di Mary cadde in avanti e un soldato scherzò affermando "La sua testa fa proprio un bell'inchino", venendo rimproverato da un ufficiale.
Dopo una valutazione, i chirurghi militari conclusero che nessun collo si era spezzato. Le manette e le fasce di legatura vennero rimosse, ma non le sacche bianche in testa. I corpi vennero inseriti in bare di pino, assieme ad una fiala contenente un foglietto con il nome della persona, ed infine seppelliti contro il muro della prigione, a pochi metri dalla forca. Picchetti da recinto marcarono il luogo della sepoltura.
Quella notte un gruppo di persone assaltò la pensione di Mary Surratt, strappando via souvenir e pezzi della casa, finché la polizia non li fermò. Anna Surratt chiese invano il corpo della madre per i successivi quattro anni, e nel 1867 il dipartimento della guerra decise di abbattere una porzione del Washington Arsenal, dove erano seppelliti i corpi. Le bare furono spostate in un altro punto della prigione, assieme a quello di John Wilkes Booth. Due anni dopo il fratello di Booth chiese ed ottenne dal presidente i corpi, sia quello del fratello che quello di Mary. La seppellì al cimitero di Mount Olivet Cemetery, a Washington, a 91 metri da quello del marito.

## Conseguenze sulla famiglia
Anna Surratt, la figlia di Mary, visse da amici per alcuni anni, bandita dalla società. Sposò William Tonry, un impiegato governativo, vivendo in povertà quando quest'ultimo perse il lavoro. La coppia si riprese quando Tonry divenne professore di chimica a Baltimora. Lo stress per la morte della madre le lasciò un segno indelebile, minando profondamente la sua sanità mentale fino alla morte, avvenuta nel 1904. In seguito alla caduta delle accuse, John Jr si sposò e rimase a Baltimora assieme alla sorella e al fratello Isaac, che non si sposò mai.
Nel 2009, la pensione dei Surrats a Washington fu iscritta nel registro nazionale dei luoghi storici, e cittadini interessati alla sua storia crearono la Surratt Society, che attualmente è proprietaria della pensione della famiglia Surratt a Surrattsville. La prigione Washington Arsenal fu abbattuta e sostituita dal forte Lesley J. McNair.

## Influenze culturali
- La figura di Mary Surratt è stata esplorata nel film del 2011 The Conspirator, diretto da Robert Redford con l'interpretazione di Robin Wright.